# 宿谷苑生
宿谷 苑生（しゅくたに そのお、旧姓：鈴江、1943年（昭和18年）3月18日 - ）は、日本のヴァイオリニスト。元徳島文理大学音楽学部助教授。
京都成安女子高等学校（現：京都産業大学附属高等学校）卒業。徳島県徳島市出身。

## 経歴
徳島県徳島市出身。京都成安女子高等学校（現：京都産業大学附属高等学校）を卒業。ヴァイオリンを辻吉之助と辻久子に師事し、NJBリサイタル賞や大阪府文化祭賞を受賞。また芦屋室内合奏団・津田沼ユニバーサル交響楽団と共演し、徳島文理大学音楽学部では助教授を務めた。
これまでに日本演奏連盟とアーティスト協会に所属し、日本音楽コンクール審査員・桜宮弦学塾塾長を歴任。

## 受賞
- 1961年 - 日本音楽コンクール入選
- 1968年 - NJBリサイタル賞
- 1968年 - 大阪府文化祭賞